# Delvisson Santos
Deivisson Ladeira dos Santos (São Paulo, 7 de novembro de 1982) é um jogador de Voleibol paralímpico brasileiro.
Levantador da Seleção Brasileira de Voleibol Sentado Masculino atuou na equipe paulista do Cruz de Malta.Em 2005, o atleta conquistou a medalha de bronze no mundial junior na Eslovênia. Conquistou as medalhas de ouro nos Jogos Parapan-Americanos de 2007, no Rio de Janeiro e nos Jogos Parapan-Americanos de 2011 em Guadalajara.
Em 2013, o atleta Deivisson Santos defendia as cores do voleibol sentado do Clube Paineiras do Morumby em São Paulo.

## Acidente
Deivisson foi apresentado ao esporte por um amigo logo após um acidente de moto, onde o atleta perdendo parte da perna esquerda.